# Qosqophryne gymnotis
Qosqophryne gymnotis is een kikker uit de familie Strabomantidae. De soort werd voor het eerst wetenschappelijk beschreven door Edgar Lehr en Alessandro Catenazzi in 2009. Oorspronkelijk noemde de soort bij Bryophryne gymnotis.
De soort komt endemisch voor in San Luis, een nevelwoud langs de weg tussen Abra Málaga en Quillabamba in Peru op hoogtes van 3272 tot 3354 meter boven het zeeniveau.